# Crassula qoatlhambensis
Crassula qoatlhambensis là một loài thực vật có hoa trong họ Crassulaceae. Loài này được Hargr. miêu tả khoa học đầu tiên năm 1991.